# Anisoplia pubipennis
Anisoplia pubipennis är en skalbaggsart som beskrevs av Blanchard 1851. Anisoplia pubipennis ingår i släktet Anisoplia och familjen Rutelidae. Inga underarter finns listade i Catalogue of Life.